# Голаррена
Голаррена (лат. Holarrhena) — род деревянистых растений семейства Кутровые (Apocynaceae), распространённый в Африке и Азии.

## Ботаническое описание
Деревья или кустарники, с млечным соком (латексом). Листья супротивные.
Цветки собраны в многоцветковые, конечные или пазушные, щитковидные соцветия. Чашечка маленькая, внутри у основания с желёзками, чередующимися с долями. Венчик блюдцевидный, трубка цилиндрическая, слегка вздутая у основания. Тычинки вставлены у основания трубки венчика; нити короткие; пыльники узкояйцевидные. Семена многочисленные, линейные, с хохолком на одном конце; эндосперм скудный.

## Виды
Род включает 5 видов:
- Holarrhena congolensis Stapf
- Holarrhena curtisii King & Gamble
- Holarrhena floribunda (G.Don) T.Durand & Schinz
- Holarrhena mitis (Vahl) R.Br. ex Roem. & Schult. typus — Голаррена мягкая
- Holarrhena pubescens Wall. ex G.Don